# Trithemis grouti
Trithemis grouti là một loài chuồn chuồn ngô thuộc họ Libellulidae. Nó được tìm thấy ở Angola, Bénin, Burkina Faso, Cameroon, Cộng hòa Congo, Cộng hòa Dân chủ Congo, Bờ Biển Ngà, Guinea Xích Đạo, Gabon, Gambia, Ghana, Guinea, Liberia, Nigeria, Sierra Leone, Uganda, và Zambia. Môi trường sống tự nhiên của nó là các khu rừng đất thấp ẩm nhiệt đới hoặc cận nhiệt đới và sông.